# Svatá
Svatá är en ort i Tjeckien.   Den ligger i regionen Mellersta Böhmen, i den centrala delen av landet, 40 km sydväst om huvudstaden Prag. Svatá ligger 446 meter över havet och antalet invånare är 347.
Terrängen runt Svatá är platt åt sydväst, men åt nordost är den kuperad. Svatá ligger uppe på en höjd. Runt Svatá är det ganska glesbefolkat, med 42 invånare per kvadratkilometer. Närmaste större samhälle är Beroun, 8,3 km öster om Svatá. Trakten runt Svatá består till största delen av jordbruksmark.